# Fivizzano
Fivizzano es una localidad italiana de la provincia de Massa-Carrara, región de Toscana, con 8822 habitantes.
El municipio, perteneciente a la región histórica de la Lunigiana siempre estuvo ligado a la Toscana, perteneció desde 1477 a la República de Florencia y sus sucesivos estados. Fue saqueada por Alfonso de Ávalos en 1537.
A pesar de la resistencia de la población en 1849 fue anexada al Ducado de Módena.

Ubicación de la ciudad de Fivizzano dentro de la provincia de Massa-Carrara.

## Evolución demográfica
| Gráfica de evolución demográfica de Fivizzano entre 1861 y 2001 |
|                                                                 |
| Fuente ISTAT - Elaboración gráfica por parte de Wikipedia       |